# Новіни-Здроє
Новіни-Здроє (пол. Nowiny-Zdroje) — село в Польщі, у гміні Книшин Монецького повіту Підляського воєводства.
Населення — 19 осіб (2011).
У 1975-1998 роках село належало до Білостоцького воєводства.

## Демографія
Демографічна структура станом на 31 березня 2011 року:
|          | Загалом | Допрацездатний вік | Працездатний вік | Постпрацездатний вік |
| -------- | ------- | ------------------ | ---------------- | -------------------- |
| Чоловіки | 10      | 0                  | 9                | 1                    |
| Жінки    | 9       | 0                  | 3                | 6                    |
| Разом    | 19      | 0                  | 12               | 7                    |